# Los Angeles Football Club 2023
Questa voce raccoglie le informazioni riguardanti il Los Angeles FC nelle competizioni ufficiali della stagione 2023.

## Stagione
Quella del 2023 è la sesta stagione in Major League Soccer del Los Angeles Football Club. Il club nella stagione passata ha conseguito il Double,  vincendo il secondo MLS Supporters' Shield dopo quello del 2018 e la prima MLS Cup battendo in finale il Philadelphia Union ai rigori.

## Calciomercato

### Sessione invernale
| Acquisti | Acquisti          | Acquisti         | Acquisti    |
| R.       | Nome              | da               | Modalità    |
| -------- | ----------------- | ---------------- | ----------- |
| P        | Eldin Jakupović   | Everton          | definitivo  |
| P        | Abraham Romero    | Las Vegas Lights | definitivo  |
| D        | Aaron Long        |                  | svincolato  |
| D        | Denil Maldonado   | Motagua          | in prestito |
| D        | Sergi Palencia    | Saint-Étienne    | definitivo  |
| C        | Daniel Crisostomo | Las Vegas Lights | definitivo  |
| C        | Timothy Tillman   | Greuther Fürth   | definitivo  |
| A        | Stipe Biuk        | Rijeka           | definitivo  |

| Cessioni | Cessioni          | Cessioni        | Cessioni    |
| R.       | Nome              | a               | Modalità    |
| -------- | ----------------- | --------------- | ----------- |
| P        | Tomás Romero      | Toronto FC      | draft       |
| D        | Franco Escobar    |                 | svincolato  |
| D        | Mamadou Fall      | Villarreal B    | in prestito |
| D        | Sebastien Ibeagha |                 | svincolato  |
| D        | Eddie Segura      |                 | svincolato  |
| C        | Jhegson Méndez    | San Paolo       | definitivo  |
| C        | Cristian Tello    |                 | svincolato  |
| A        | Cristian Arango   | Pachuca         | definitivo  |
| A        | Gareth Bale       |                 | ritiro      |
| A        | Latif Blessing    | N.E. Revolution | definitivo  |
| A        | Cal Jennings      |                 | svincolato  |
| A        | Danny Trejo       |                 | svincolato  |

### A stagione in corso
| Acquisti | Acquisti         | Acquisti     | Acquisti    |
| R.       | Nome             | da           | Modalità    |
| -------- | ---------------- | ------------ | ----------- |
| C        | Filip Krăstev    | Lommel       | in prestito |
| C        | Mateusz Bogusz   | Leeds Utd    | definitivo  |
| A        | Mario González   | Braga        | definitivo  |
| A        | Cristian Olivera | Boston River | in prestito |

| Cessioni | Cessioni       | Cessioni    | Cessioni   |
| R.       | Nome           | a           | Modalità   |
| -------- | -------------- | ----------- | ---------- |
| C        | José Cifuentes | Rangers     | definitivo |
| A        | Kwadwo Opoku   | CF Montréal | definitivo |

## Organigramma societario
Di seguito l'organigramma societario.
Area direttiva
- Proprietario: Larry Berg
- Direttore generale e co-presidente: John Thorrington
- Capo delle operazioni commerciali e co-presidente: Larry Freedman
- Vicepresidente esecutivo: Henry Nguyen
- Direttore e proprietario: Ruben Gnanalingam
- Direttore e proprietario: Mitch Lasky
- Direttore sportivo: Marco Garcés

Area tecnica
- Allenatore: Steve Cherundolo
- Allenatore in seconda: Ante Razov
- Allenatore in seconda: Marc Dos Santos
- Preparatore dei portieri: Oka Nikolov
- Preparatore atletico: Gavin Benjafiled

## Organico

### Rosa 2023
Aggiornata al 14 febbraio 2023.
| N. |                        | Ruolo | Calciatore             |
| -- | ---------------------- | ----- | ---------------------- |
| 1  | Svizzera (bandiera)    | P     | Eldin Jakupović        |
| 2  | Honduras (bandiera)    | D     | Denil Maldonado        |
| 3  | Colombia (bandiera)    | D     | Jesús Murillo          |
| 6  | Spagna (bandiera)      | C     | Ilie Sánchez           |
| 7  | Croazia (bandiera)     | A     | Stipe Biuk             |
| 9  | Spagna (bandiera)      | A     | Mario González         |
| 10 | Messico (bandiera)     | A     | Carlos Vela (capitano) |
| 11 | Germania (bandiera)    | C     | Timothy Tillman        |
| 12 | Ecuador (bandiera)     | D     | Diego Palacios         |
| 14 | Italia (bandiera)      | D     | Giorgio Chiellini      |
| 16 | Canada (bandiera)      | P     | Maxime Crépeau         |
| 17 | Stati Uniti (bandiera) | D     | Daniel Crisostomo      |
| 18 | Stati Uniti (bandiera) | D     | Erik Dueñas            |
| 19 | Polonia (bandiera)     | C     | Mateusz Bogusz         |
| 20 | Ecuador (bandiera)     | C     | José Cifuentes         |

| N. |                        | Ruolo | Calciatore        |
| -- | ---------------------- | ----- | ----------------- |
| 21 | Messico (bandiera)     | A     | Christian Torres  |
| 22 | Ghana (bandiera)       | A     | Kwadwo Opoku      |
| 23 | Stati Uniti (bandiera) | C     | Kellyn Acosta     |
| 24 | Stati Uniti (bandiera) | D     | Ryan Hollingshead |
| 25 | Uruguay (bandiera)     | A     | Cristian Olivera  |
| 27 | El Salvador (bandiera) | D     | Nathan Ordaz      |
| 28 | Stati Uniti (bandiera) | D     | Tony Leone        |
| 30 | Spagna (bandiera)      | D     | Sergi Palencia    |
| 32 | Messico (bandiera)     | P     | Abraham Romero    |
| 33 | Stati Uniti (bandiera) | D     | Aaron Long        |
| 50 | Bulgaria (bandiera)    | C     | Filip Krăstev     |
| 77 | Stati Uniti (bandiera) | P     | John McCarthy     |
| 80 | Stati Uniti (bandiera) | D     | Julian Gaines     |
| 99 | Gabon (bandiera)       | C     | Denis Bouanga     |

## Risultati

### MLS
La MLS non adotta il sistema a due gironi, uno di andata e uno di ritorno, tipico in Europa per i campionati di calcio, ma un calendario di tipo sbilanciato.
| Arbitro: | V. Rivas |

|                   |           |             |
| Boyd 26’ Puig 73’ | Marcatori | 57’ Sánchez |

| Arbitro: | J. Dickerson |

|                                  |           |                         |
| Chiellini 24’ Vela 34’ Opoku 52’ | Marcatori | 62’ Evander 84’ Paredes |

| Arbitro: | A. Chapman |

|                                                |           |  |
| Bouanga 14’ (rig.), 67’ Tillman 83’ Biuk 90+6’ | Marcatori |  |

| Seattle 18 marzo 2023 4ª giornata | Seattle Sounders | 0 – 0 referto | Los Angeles FC | Lumen Field (32 515 spett.)\| Arbitro: \| I. Elfath \| |
| Arbitro:                          | I. Elfath        |               |                |                                                        |

| Arbitro: | L. Szpala |

|                        |           |            |
| Tillman 3’ Bouanga 84’ | Marcatori | 73’ Tafari |

| Arbitro: | V. Rivas |

|                       |           |  |
| Bouanga 40’, 58’, 68’ | Marcatori |  |

| Arbitro: | A. Villarreal |

|                      |           |                                       |
| Boyd 41’ Delgado 84’ | Marcatori | Vela 22’, 68’ (rig.) Hollingshead 70’ |

| Arbitro: | T. Unkel |

|             |           |             |
| Mukhtar 35’ | Marcatori | 59’ Bouanga |

| Arbitro: | A. Chilowicz |

|                                              |           |  |
| Quiñónes 11’ Bassi 50’ Baird 69’ Escobar 89’ | Marcatori |  |

| Arbitro: | R. Vazquez |

|                         |           |             |
| Espinoza 8’, 83’ (rig.) | Marcatori | 30’ Bouanga |

| Arbitro: | PL. L |

|  |           |                                         |
|  | Marcatori | Opoku 52’ Bouanga 35’ Bogusz 87’ (rig.) |

| Arbitro: | A. Villarreal |

|             |           |             |
| Bouanga 13’ | Marcatori | 20’ Russell |

| Arbitro: | I. Elfath |

|                           |           |            |
| Biuk 3’ Vela 90+5’ (rig.) | Marcatori | 52’ Trauco |

| Arbitro: | J. Dickerson |

|                                   |           |  |
| Vela 72’ Biuk 82’ Cifuentes 90+2’ | Marcatori |  |

| Los Angeles 3 giugno 2023 15ª giornata | Los Angeles FC | 0 – 0 | Atlanta United | Banc of California Stadium (22 010 spett.)\| Arbitro: \| J. Dickerson \| |
| Arbitro:                               | J. Dickerson   |       |                |                                                                          |

| Arbitro: | G. Gonzales |

|  |           |            |
|  | Marcatori | 23’ Micael |

| Arbitro: | D. Mendoza |

|                   |           |                        |
| Pulido 17’ (rig.) | Marcatori | 48’ Maldonado 90’ Vela |

| Arbitro: | T. Unkel |

|           |           |  |
| Bogusz 1’ | Marcatori |  |

| Arbitro: | J. Freemon |

|                      |           |                                    |
| Bouanga 45’ Vela 68’ | Marcatori | 2’ Veselinović 23’ White 63’ Gauld |

| Arbitro: | S. Boiko |

|                        |           |  |
| Kamungo 56’ Junqua 80’ | Marcatori |  |

| Arbitro: | D. Szpala |

|                 |           |              |
| Vela 37’ (rig.) | Marcatori | 30’ Espinoza |

| Arbitro: | A. Chapman |

|             |           |          |
| Reynoso 24’ | Marcatori | 21’ Vela |

| Arbitro: | G. Gonzales Jr |

|                                                  |           |  |
| Bogusz 19’ Vela 29’ Hollingshead 36’ Olivera 83’ | Marcatori |  |

| Arbitro: | V. Rivas |

|                          |           |              |
| Westwood 29’ Arfield 75’ | Marcatori | González 67’ |

| Arbitro: | T. Unkel |

|                  |           |                                 |
| Hollingshead 90’ | Marcatori | 14’ Farías 51’ Alba 83’ Campana |

| Arbitro: | D. Fischer |

|                       |           |  |
| Mabiala 28’ Bravo 53’ | Marcatori |  |

| Arbitro: | C. Penso |

|                                               |           |                       |
| Bouanga 24’, 75’ Hollingshead 33’ Tillman 84’ | Marcatori | 25’ Sharp 59’ Yoshida |

| Saint Louis 21 settembre 2023 28ª giornata | St. Louis City | 0 – 0 referto | Los Angeles FC | Citypark (22 423 spett.)\| Arbitro: \| R. Vazquez \| |
| Arbitro:                                   | R. Vazquez     |               |                |                                                      |

| Chester 24 settembre 2023 29ª giornata | Philadelphia Union | 0 – 0 referto | Los Angeles FC | Subaru Park (18 738 spett.)\| Arbitro: \| A. Chapman \| |
| Arbitro:                               | A. Chapman         |               |                |                                                         |

| Arbitro: | T. Ford |

|  |           |            |
|  | Marcatori | 72’ Arango |

| Arbitro: | G. Gonzales Jr |

|                                                      |           |           |
| Bouanga 6’, 36’, 45+1’ Tapias 46’ (aut.) Krăstev 67’ | Marcatori | 4’ Dotson |

| Arbitro: | J. Freemon |

|                                     |           |                                              |
| Väisänen 75’ Chiellini 90+1’ (aut.) | Marcatori | 13’ Tillman 45+1’ (rig.) Bouanga 68’ Olivera |

| Arbitro: | F. Bazakos |

|           |           |             |
| Ahmed 58’ | Marcatori | Bouanga 34’ |

#### Playoff
| Arbitro: | J. Freemon |

|                                                    |           |                        |
| Hollingshead 18’, 52’ Bouanga 29’, 64’ Murillo 80’ | Marcatori | 27’ White 40’ Adekugbe |

| Arbitro: | T. Ford |

|  |           |                    |
|  | Marcatori | Bouanga 24’ (rig.) |

| Arbitro: | T. Unkel |

|  |           |             |
|  | Marcatori | Bouanga 30’ |

| Arbitro: | V. Rivas |

|                                     |           |  |
| Hollingshead 44’ Escobar 80’ (aut.) | Marcatori |  |

| Arbitro: | A. Villarreal |

|                      |           |             |
| Cucho 33’ Yeboah 37’ | Marcatori | 74’ Bouanga |

### Lamar Hunt U.S. Open Cup
| Arbitro: | C. Campo |

|                                         |                      |                                                        |
| Dawkins 90’ Maldonado 94’               | Marcatori            | 25’ C. Torres 105’ Matheus Maia                        |
| Volesky Dawkins Greene Okoli Boone Fehr | Tiri di rigore 4 – 5 | Matheus Maia Ordaz Crisostomo Moyado Jakupovic Rosales |

| Arbitro: | A. Chapman |

|  |           |                   |
|  | Marcatori | 49’ Boyd 52’ Puig |

### Champions League
| Arbitro: | D. Parchment |

|  |           |                       |
|  | Marcatori | 46’, 70’, 89’ Bouanga |

| Arbitro: | A. Escobedo Gonzalez |

|          |           |                        |
| Vela 83’ | Marcatori | 8’ González 52’ Suárez |

| Arbitro: | F.Guerrero |

|  |           |                          |
|  | Marcatori | 56’, 65’Bouanga 61’Opoku |

| Arbitro: | J. Calderón |

|                              |           |  |
| Vela 8’ (rig.) Cifuentes 65’ | Marcatori |  |

| Arbitro: | C. A. R. Palazuelos |

|            |           |              |
| Gazdag 86’ | Marcatori | 90+1’ Acosta |

| Arbitro: | D. Fischer |

|                                   |           |  |
| Tillman 13’ Opoku 82’ Bouanga 90’ | Marcatori |  |

| Arbitro: | Lopez |

|                       |           |               |
| Tesillo 8’ Mena 45+5’ | Marcatori | 90+6’ Bouanga |

| Arbitro: | Cisneros |

|  |           |              |
|  | Marcatori | 20’ Di Yorio |

### Leagues Cup
| Arbitro: | M. de Oliveira |

|                                                                       |           |            |
| Hollingshead 31’ Vela 33’, 61’ Bouanga 52’, 66’, 78’ (rig.) Ordaz 90’ | Marcatori | 47’ Escoto |

| Arbitro: | R. Vazquez |

|                                        |           |  |
| Bouanga 52’, 56’ Ordaz 62’ Krăstev 84’ | Marcatori |  |

| Arbitro: | H. Said Martinez |

|                              |           |                                                       |
| Bouanga 2’ (rig.) Bogusz 42’ | Marcatori | Canales 68’ (rig.) Palencia 80’ (aut.) Funes Mori 88’ |

### Campeones Cup
| Arbitro: | D. Fischer |

|                                      |                      |                              |
| Bouanga Tillman Sanchez Hollingshead | Tiri di rigore 2 – 4 | Gignac Ibanez Pizarro Angulo |